# Muay Lert Rit

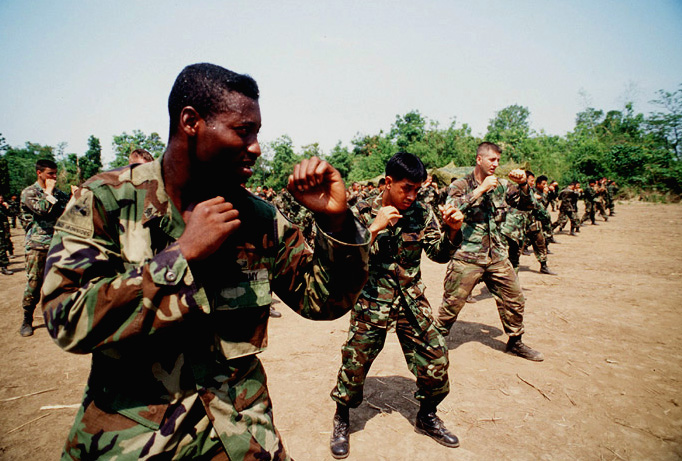
El sargento del ejército estadounidense. Jerry D. White (izquierda), el Sargento Primero Real Tailandés. Satit Sitparsert (centro) y el soldado del ejército estadounidense. James M. Lupo mantiene su posición de combate durante el entrenamiento de combate cuerpo a cuerpo como parte del ejercicio Cobra Gold '97 en Tak, Tailandia, el 15 de mayo de 1997. Cobra Gold '97 es el último de una serie continua de ejercicios estadounidenses y tailandeses. Ejercicios militares diseñados para garantizar la paz regional y fortalecer la capacidad de las Fuerzas Armadas Reales de Tailandia para defender Tailandia. La formación incluirá operaciones conjuntas combinadas de aire, tierra y mar. Cobra Gold es el mayor ejercicio de movilidad estratégica en el que participan las fuerzas del Comando del Pacífico de EE. UU. este año. White y Lupo están adscritos a la Compañía Alpha, 1.er Batallón, 27.º de Infantería. Sitparsert está adscrito al 3.er Regimiento tailandés, 17.º de Infantería.

Muay Lert Rit (มวย Muay: boxeo, lucha เลิศ leert: superior, excelente ฤทธิ์ rit: fuerza formidable, poder colosal) es el nombre genérico atribuido al conjunto de principios y técnicas de pelea empleadas por los Guerreros de Siam durante siglos en los campos de batalla del Sudeste Asiático. Esta forma de Muay ha sido preservada y usada principalmente por las “Unidades Especiales” del Ejército Real de Tailandia (Kongthap Luang): Guardias de Palacio, Cuerpos de defensa de la Capital, Unidades empleadas en la defensa de los elefantes de combate y los Cuerpos Especiales de Infantería.
El Lert Rit de Siam se basó en una inteligente combinación de las nueve armas naturales del cuerpo (Nawarthawooth) que son las manos, piernas, rodillas, codos y cabeza, usadas para atacar y defender, y las Cuatro Estrategias Ancestrales usadas por los Cuerpos Especiales de Infantería: Tum (derribar), Tap (aplastar), Chap (agarrar), Hak (romper las articulaciones).
Este Sistema ha sido reconstruido en tiempo reciente por el Maestro Marco de Cesaris, el Fundador de la Academia Internacional de Muay Boran IMBA. Todo el bagaje técnico ha sido sistematizado y actualizado para poder ser aplicado por civiles. El Muay Lert Rit de hoy es un Arte Marcial Tradicional que nace en los preceptos ancestrales de los guerreros de Siam, adaptado a técnicas de defensa personal para practicantes modernos, sin importar sus características físicas y las condiciones bajo las que estas técnicas son aplicadas.

## Características Técnicas
La Estrategia de Combate del Muay Lert Rit tiene gran énfasis en el golpeo a corta distancia, ejecutado usando partes duras del cuerpo como: la palma y borde externo de las manos, las piernas (talón y tibia), las rodillas, los codos y el cráneo. El neófito es entrenado para golpear y llevar rápidamente al suelo al oponente, para así aplicar eficientemente una técnica de control o un movimientos de finalización. Los puntos vitales del cuerpo son identificados desde las primeras sesiones de entrenamiento, para así entrenar a los estudiantes sobre cómo atacar con facilidad y defender rápidamente las áreas más débiles de la propia anatomía. La práctica enfatiza el uso de ataques poderosos a corto rango que emplean las nueve armas naturales del cuerpo; el acondicionamiento del mismo se incluye en cada sesión de entrenamiento y es diseñado para incrementar la densidad ósea y fortalecer los músculos y tendones, haciendo más fuerte el cuerpo del practicante. La Lucha de Estilo Thai (Muay Pram) es la práctica central para cada estudiante de Lert Rit: entrenar con un compañero que no quiere ser sumiso es mandatorio para poder aprender cómo pelear a corta distancia. Todos los estudiantes de Muay Lert Rit se entrenan para aplicar llaves, golpes, derribos y técnicas de finalización dentro de una muy corta distancia del oponente. El estrés psicofísico es generado en un ambiente controlado, para así reproducir condiciones de una agresión en la vida real.